# Chazima
Chazima (arab. خازمة) – wieś w Syrii, w muhafazie As-Suwajda. W 2004 roku liczyła 285 mieszkańców.